# Gabriel de Luetz d’Aramon

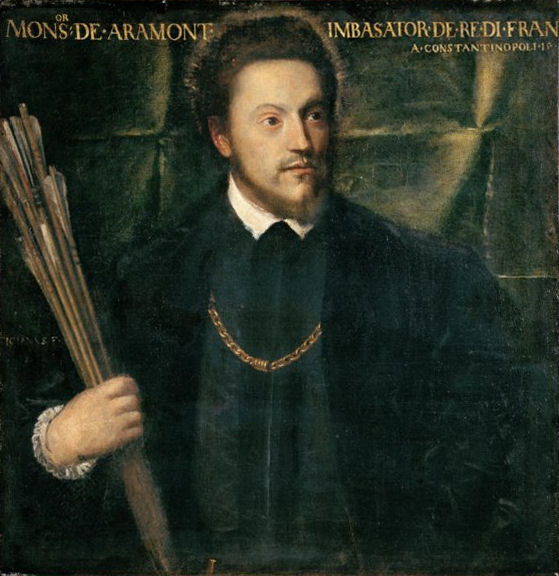
Portret Gabriela de Luetz d’Aramont, francuskiego ambasadora w Porty Otomańskiej, mal. Tycjan, 1541-1542, olej na płótnie, 76 × 74 cm

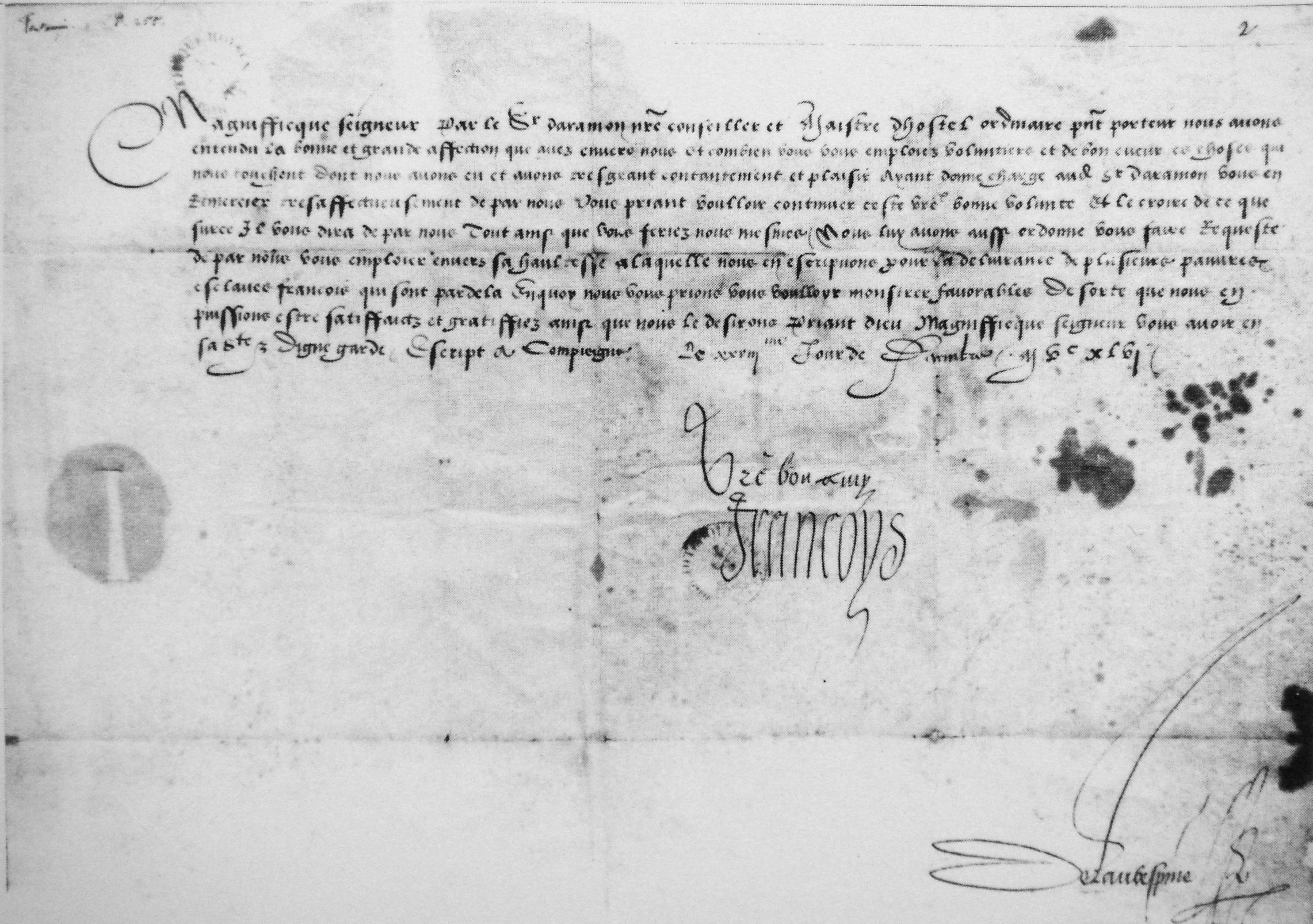
List Franciszka I do Dragomana Janus Beya, datowany 28 grudnia 1546 roku, dostarczony przez Gabriela de Luetz d’Aramon. List jest kontrasygnowany przez Sekretarza Stanu Claude’a de l’Aubespine.

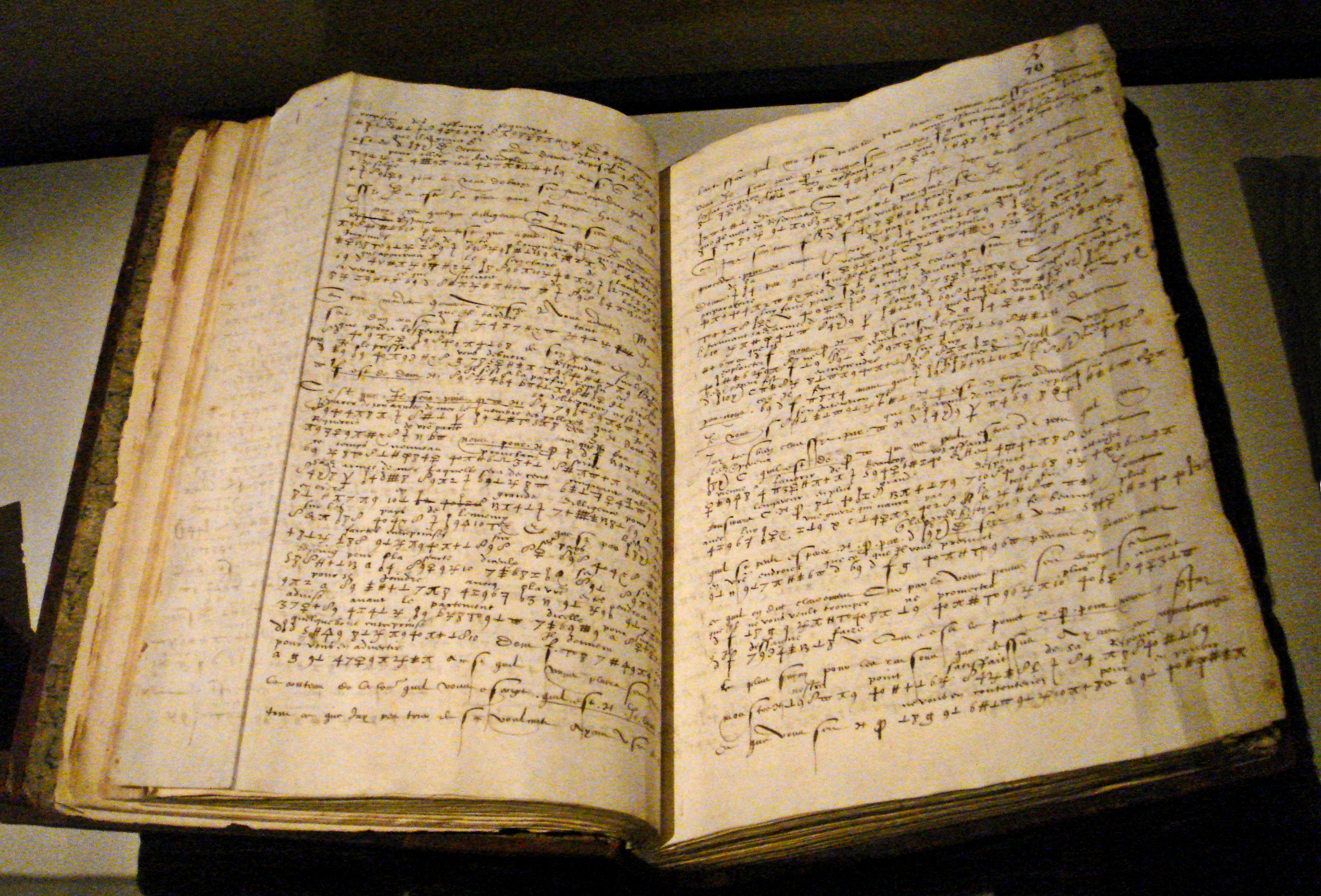
Zakodowany list Gabriela de Luetz d’Aramon, po roku 1546, z częściowym odczytaniem, interesujący przykład kryptografii w XVI wieku.

Gabriel de Luetz, baron d’Aramon et de Vallabregues (zmarł 1553), nazywany często w skrócie Gabriel d’Aramon – francuski ambasador w Imperium Osmańskim w latach 1546–1553, w służbie najpierw Franciszka I, który wysłał go do Imperium Osmańskiego, następnie zaś Henryka II. Gabrielowi de Luetz towarzyszył szeroki zespół naukowców: Jean de Monluc, filozof Guillaume Postel, botanik Pierre Belon, przyrodnik Pierre Gilles d'Albi, przyszły kosmograf André Thévet, podróżnik Nicolas de Nicolay, którzy opublikowali swoje odkrycia po powrocie do Francji i w dużym stopniu przyczynili się do rozwoju wczesnej nauki we Francji.

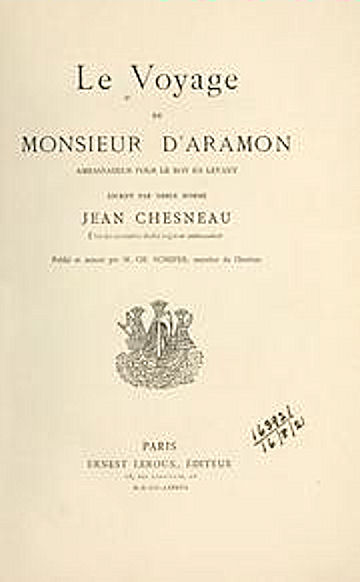
Le Voyage de Monsieur d’Aramon dans le Levant, Jean Chesneau, 1547.

## Wojna persko-turecka
W roku 1547 de Luetz, wraz ze swoimi dwoma sekretarzami – Jacquesem Gassutem oraz Jeanem Chesneau, towarzyszył Sulejmanowi Wspaniałemu podczas wojny persko-tureckiej i udzielał sułtanowi porad dotyczących niektórych aspektów kampanii. Chesneau napisał Le Voyage de Monsieur d’Aramon dans le Levant, interesującą relację z podróży Gabriela de Luetz.

## Oblężenie Trypolisu
W roku 1551 Gabriel de Luetz dołączył, wraz z dwoma galerami i galeotą, do floty osmańskiej, aby wziąć udział w oblężeniu Trypolisu.

## Najazd na Kalabrię
Gabriel de Luetz jest również znany z tego, że przekonał sułtana Sulejmana, aby ten, w roku 1552, wysłał flotę przeciwko cesarzowi Karolowi V, na akcję połączonych sił francusko–tureckich. W lipcu 1552 roku flota najechała Rhegium w Calabrii, zostawiając w zgliszczach około 30 mil wybrzeża, z Gabrielem de Luetz na pokładzie, który 22 lipca poinformował o zniszczeniach króla Francji:

„[Turcy] spalili wszystkie zamki i wioski podczas napadu, wzdłuż wybrzeża na długości dwunastu do piętnastu mil, i, nie czyniąc żadnego postoju, wspomniany dowódca floty, posuwając się wzdłuż wybrzeża, zamierzał rozprzestrzenić płomienie od jednego końca wybrzeża do drugiego”.

Gabriel de Luetz został zastąpiony na stanowisku ambasadora przy Wysokiej Porcie przez Michela de Codignac, którego z kolei następcą został Jean Cavenac de la Vigne.